# Коптский православный Собор Святого Марка (Александрия)
Коптский православный собор Святого Марка (араб. الكاتدرائيه المرقسيه‎) — коптская церковь в Александрии, Египет. Это историческая резиденция Папы Александрийского, главы Коптской православной церкви.
В Вербное воскресенье, 9 апреля 2017 года, боевик Исламского государства взорвал пояс смертника в соборе, убив 17 человек и ранив 48.

## Основание
Считается, что собор стоит на месте церкви, основанной Св. Марком Евангелистом в 42 году нашей эры.
Святой Марк Евангелист (автор второго Евангелия) связывался с Александрией ещё в ранней христианской традиции. Коптские христиане считают, что он прибыл в Александрию около 42 г. н.э. и оставался там около семи лет. Во время своего пребывания в Александрии он многих обратил в христианство и совершил множество чудес. Он считается основателем церкви в Александрии и первым епископом в этом городе. Согласно традиции, св. Марк был арестован в 68 году нашей эры во время церемонии в честь Сераписа. Он был замучен, его волочили по улицам. Похоронен под основанной им церковью.

## Мощи святого Марка
В 828 году мощи, которые, как полагают, относились к телу Святого Марка, были украдены из Александрии венецианскими купцами и доставлены в Венецию. Копты верят, что голова святого Марка остаётся в церкви, названной его именем в Александрии, а части его мощей находятся в Каирском Соборе Святого Марка. Считается, что остальные его мощи находятся в Соборе Святого Марка в Венеции, Италия. Ежегодно в 30-й день месяца Паопи Коптская православная церковь отмечает поминовение освящения церкви Св. Марка и явления головы святого в городе Александрия. Это происходит в Коптском православном соборе Святого Марка в Александрии, где хранится голова святого.
Голову Святого Марка много перемещали на протяжении веков, и она была потеряна более 250 лет назад. Однако некоторые мощи тела святого Марка были возвращены в Александрию из Рима в 1968 году во время папства коптского папы Кирилла VI.
Нынешний коптский собор Св. Марка построен недавно, но, как считается, стоит на месте церкви, основанной самим Св. Марком.

## История
В 311 году нашей эры церковь была маленькой часовней на восточном побережье, и там были тела, предположительно, святого Марка и некоторых его святых последователей. Позднее церковь была расширена во времена Ахиллы, 18-го Александрийского патриарха.
Церковь была сильно разрушена в 641 году, когда арабы вторглись в Египет. В 680 году патриарх Иоанн III перестроил церковь. В 828 году тело Святого Марка было украдено итальянскими моряками и перевезено из Александрии в Венецию в Италии. Однако голова святого Марка осталась в Александрии.
Церковь была снова разрушена в 1219 году, во время крестовых походов, затем её снова отстроили. Французский исследователь XVI века Пьер Белон упоминает об основании церкви в 1547 году.
Церковь была снесена во время французского вторжения в Александрию в июле 1798 года. Затем церковь была перестроена и открыта в 1819 году патриархом Петром Эль-Гавли во времена Мухаммеда Али-паши. Церковь была обновлена во времена патриарха Деметрия II и под надзором епископа Маркоса Эль-Бехира в 1870 году. В период с 1950 по 1952 годы, во времена патриарха Юсаба II, здание церкви было снесено, а другое, более крупное здание было построено из железобетона в стиле базилики. Шесть мраморных колонн были перенесены во внешний вход церкви. Иконостас был аккуратно разрезан на части, каждой части был присвоен номер, а затем его осторожно вернули туда, где он был изначально. Две колокольни не были снесены, так как они были укреплены бетоном и украшены красивыми коптскими гравюрами. Были предоставлены два новых колокола, привезённые из Италии, по одному на каждую колокольню.
В период с 1985 по 1990 год церковь с большой точностью расширили с западной стороны по прежнему стилю, сохранив две колокольни на своих местах, так что площадь церкви была увеличена вдвое. Шесть столбов были перенесены к новому западному входу в церковь под надзором патриарха Шенуды III.